# ایگل بریج (نیویورک)
ایگل بریج (به انگلیسی: Eagle Bridge) یک منطقهٔ مسکونی در ایالات متحده آمریکا است که در نیویورک واقع شده‌است.